# 下多尔拉
下多尔拉（德語：Niederdorla，發音：[ˈniːdɐˌdɔʁla]）是德国图林根州温斯特鲁特-海尼希县曾经的一个市镇，面积15.16平方千米，2014年1月10日人口为1,464人。2012年12月31日，下多尔拉与另外2个市镇合并为新市镇福格泰。